# زينب ذو الفقار
زينب ذو الفقار (20 سبتمبر 1895 - 18 مارس 1990) كانت الوصيفة الأولى للملكة نازلي. وهي زوجة يوسف باشا ذو الفقار ووالدة الملكة فريدة.

## سيرة ذاتية
كانت ابنة محمد سعيد باشا الذي رأس وزارة مصر. ووالدتها هي عديلة هانم مظلوم. كانت تقيم في قصر والدها محمد سعيد باشا المجاور لقصر الملكة « نازلي » ، ونشأت بين نازلی صبري وزينب رابطة صداقة قوية وكانا زميلات في نفس المدرسة. تزوجت زينب من يوسف ذو الفقار. وأصبحت الوصيفة الأولى للملكة نازلي. كما رافقت الأسرة المالكة في رحلتهم حول اوربا.